# Ida Lupino
Ida Lupino (Londres, 4 de febrero de 1918-Los Ángeles, 3 de agosto de 1995) fue una actriz, cantante, productora y directora cinematográfica británica. A lo largo de sus 48 años de carrera, actuó en 59 películas y dirigió ocho, trabajando principalmente en los Estados Unidos, donde adquirió la ciudadanía en 1948. En Hollywood, fue la primera mujer que desde finales de la década de 1940 realizó simultáneamente actividades de dirección, guion y producción cinematográfica.
Es ampliamente considerada como la cineasta más prominente que trabajó en la década de 1950 durante el sistema de estudios de Hollywood. Con su productora independiente, coescribió y coprodujo varias películas de mensajes sociales y se convirtió en la primera mujer en dirigir una película de cine negro, The Hitch-Hiker, en 1953. Entre sus otras películas dirigidas, las más conocidas son Not Wanted, sobre embarazos fuera del matrimonio (se hizo cargo de una directora enferma y rechazó el crédito de directora); Never Fear (1950), basada vagamente en sus propias experiencias de lucha contra la polio paralizante; Outrage (1950), una de las primeras películas sobre violación; The Bigamist (1953) (que fue nombrada en el libro 1001 Películas que debes ver antes de morir); y The Trouble with Angels (1966). Su corta pero inmensamente influyente carrera como directora, abordando temas de mujeres atrapadas en convenciones sociales, generalmente bajo coberturas melodramáticas o de cine negro, es un ejemplo pionero del cine protofeminista.
Como actriz, sus películas más conocidas son The Adventures of Sherlock Holmes (1939) con Basil Rathbone; They Drive by Night (1940) con George Raft y Humphrey Bogart; High Sierra (1941) con Bogart; The Sea Wolf (1941) con Edward G. Robinson y John Garfield; Ladies in Retirement (1941) con Louis Hayward; Moontide (1942) con Jean Gabin; The Hard Way (1943); Deep Valley (1947) con Dane Clark; Road House (1948) con Cornel Wilde y Richard Widmark; While the City Sleeps (1956) con Dana Andrews y Vincent Price; y Junior Bonner (1972) con Steve McQueen.
También dirigió más de 100 episodios de programas de televisión de una variedad de géneros, incluyendo wésterns, cuentos sobrenaturales, comedias de situación, misterios de asesinatos e historias de gánsteres. Fue la única mujer que dirigió un episodio de la serie original The Twilight Zone («The Masks»), y la única directora que protagonizó un episodio («The Sixteen- Millimeter Shrine»).

## Primeros años
Ida Lupino nació en Herne Hill, Londres. Sus padres eran la actriz Connie O'Shea (también llamada Connie Emerald) y el artista de music hall Stanley Lupino, un hombre dedicado al canto y a la danza, miembro de una familia británica de artistas de teatro de origen italiano. Nació en 1918, y no en 1914, como mantienen algunas biografías.
Ida Lupino fue animada a entrar en el mundo del espectáculo por sus padres y por un primo carnal, Lupino Lane, que había debutado en el cine en 1931 con The Love Race.
Stanley, su padre, construyó un teatro en el patio trasero para Ida y su hermana Rita (1920-2016), que también se convirtió en actriz y bailarina. Ida escribió su primera obra a los siete años y viajó con una compañía de teatro ambulante cuando era niña. A la edad de diez años, Ida Lupino había memorizado todos los papeles femeninos principales de cada una de las obras de Shakespeare. Después de su intensa formación cuando era niña para obras de teatro, su tío, Lupino Lane, la ayudó a avanzar hacia la actuación cinematográfica, consiguiendo su trabajo como extra en el British International Studios.
Quería ser escritora, pero, para complacer a su padre, se matriculó en la Royal Academy of Dramatic Art. Ida sobresalió en una serie de papeles de «chica mala», a menudo interpretando a prostitutas. A ella no le gustaba ser actriz y se sentía incómoda con muchos de los primeros papeles que le dieron. Sentía que se había visto empujada a la profesión debido a su historia familiar.

## Vida profesional

### Carrera interpretativa
Ida Lupino trabajó como actriz teatral y de cine. Salió al escenario por primera vez en 1934 como protagonista de En busca de la felicidad en el Paramount Studio Theatre.[11] Lupino hizo su primera aparición cinematográfica en The Love Race (1931) y al año siguiente, a los 14 años, trabajó con el director Allan Dwan en Her First Affaire, un papel para el que su madre se había presentado previamente. Interpretó papeles principales en cinco películas británicas en 1933 en los estudios Warner Bros. Teddington, y para Julius Hagen en Twickenham, incluyendo The Ghost Camera con John Mills y I Lived with You con Ivor Novello.
Apodada «la inglesa Jean Harlow», fue descubierta por Paramount en la película de 1933 Money for Speed, en la que interpretaba un doble papel de chica buena y chica mala. Lupino afirmó que los cazatalentos la vieron interpretar solo a la chica dulce de la película y no a la prostituta, por lo que se le pidió que se presentara para el papel principal de Alicia en el País de las Maravillas (1933). Cuando llegó a Hollywood, los productores de Paramount no sabían qué hacer con su talento, pero ella consiguió un contrato de cinco años.
Estuvo algunos años interpretando pequeños papeles: pero entre 1930 y 1941 trabajó con grandes directores, como Henry Hathaway, Lewis Milestone, Rouben Mamoulian, William A. Wellman, Charles Vidor, Raoul Walsh, Michael Curtiz y Anatole Litvak.[cita requerida]
Y es que, tras su interpretación en The Light That Failed (1939), Lupino fue tomada seriamente como una actriz dramática siendo un papel que adquirió después de entrar en la oficina del director sin previo aviso, exigiendo una audición. Mark Hellinger, productor asociado de Warner Bros., quedó impresionado por la actuación de Lupino en The Light That Failed, y la contrató para que actuara en películas tales como They Drive by Night (1940) y High Sierra (1941), ambas con Humphrey Bogart y dirigidas por Raoul Walsh.
Trabajó de manera regular y fue muy solicitada en los años cuarenta, como actriz segura en sus papeles y de expresión inteligente, pero sin llegar a la categoría de gran estrella. En 1946 hizo El hombre que amo, de Walsh, por tercera vez, en un valioso drama recuperado recientemente.
Durante este período Lupino se hizo conocida por sus duros papeles. Como resultado, sus papeles mejoraron en la década de 1940, y ella empezó a describirse como la Bette Davis de «los hombres pobres».
Su actuación en The Hard Way (1943) ganó el New York Film Critics Circle Award a Mejor Actriz. Protagonizó Pillow to Post (1945), que fue su único papel cómico como protagonista. Después de que el drama Deep Valley (1947) terminara de rodarse, ni Warner Bros. ni Lupino se movieron para renovar su contrato. Aunque en demanda durante la década de 1940, podría decirse que nunca se convirtió en una estrella importante, aunque a menudo tenía la máxima facturación en sus películas, por encima de actores como Humphrey Bogart, y fue repetidamente elogiada por su estilo realista y directo.
A menudo provocó el enfado del jefe del estudio Jack Warner al oponerse a sus proposiciones de casting, rechazar papeles mal escritos que consideraba inferiores a su dignidad como actriz, y hacer revisiones de guiones consideradas inaceptables por el estudio. Como resultado, pasó gran parte de su tiempo en Warner Bros. suspendida. En 1942, rechazó una oferta para protagonizar con Ronald Reagan la película Kings Row, e inmediatamente fue suspendida en el estudio. Finalmente, se negoció un acercamiento tentativo, pero su relación con el estudio se mantuvo tensa.
En 1947, Lupino dejó Warner Brothers para convertirse en una actriz freelance, apareciendo para 20th Century Fox como cantante de discoteca en el cine negro Road House, interpretando sus números musicales en la película. También protagonizó On Dangerous Ground en 1951, y puede que fuera ella la que asumiera algunas de las tareas de dirección de la película mientras el director Nicholas Ray estaba enfermo.

### Carrera como directora, escritora y productora - The Filmakers Inc.
Tras una suspensión a finales de los años cuarenta, Lupino tuvo tiempo de sobra para observar los procesos de grabación y se interesó por el trabajo detrás de la cámara y por la dirección de películas. Describió lo aburrida que estaba en el set mientras «alguien más parecía estar haciendo todo el trabajo interesante».
Ella y su entonces esposo, el productor y guionista Collier Young, formaron una compañía independiente, The Filmakers Inc., para «producir, dirigir y escribir películas de bajo presupuesto y orientadas a temas concretos». Se fundó en 1948 con Lupino como vicepresidenta, Collier Young como presidente y el guionista Malvin Wald como tesorero. Los Filmakers produjeron doce largometrajes, de los cuales Lupino dirigió o codirigió seis, escribió o coescribió cinco, actuó en tres; y uno de ellos coprodujo. La misión de The Filmakers era hacer películas socialmente conscientes, fomentar nuevos talentos y aportar realismo a la pantalla. Su objetivo era contar «cómo vive Estados Unidos» a través de fotografías independientes B filmadas en dos semanas por menos de $200 000 con una «familia» creativa, enfatizado por historias basadas en hechos reales – una combinación de «significado social» y entretenimiento. En pocas palabras, imágenes de bajo presupuesto, exploraron temas virtualmente tabú como la violación en Outrage (1950) y The Bigamist (1953). Este último recibió críticas positivas en el momento de su lanzamiento, con Howard Thompson de The New York Times llamándolo «la mejor oferta de cine hasta la fecha». La obra dirigida por Lupino y más conocida, The Hitch-Hiker, estrenada en RKO en 1953, es la única película de cine negro de la época clásica de este género, dirigida por una mujer.
Su primera dirección llegó en 1949, cuando Elmer Clifton sufrió un ataque cardiaco y no pudo finalizar Not Wanted, una película coproducida y coescrita por Lupino y film que dirigía para Filmways, la compañía fundada por Lupino y su marido, Collier Young, para rodar películas de bajo presupuesto. Lupino intervino para terminar la película sin tomar el crédito del director por respeto a Clifton. Aunque el tema del embarazo fuera del matrimonio fue controvertido, recibió mucha publicidad y fue invitada a discutir la película con Eleanor Roosevelt en un programa nacional de radio.
Después siguió dirigiendo sus propios proyectos, convirtiéndose en la única mujer directora cinematográfica en el Hollywood de la época. Never Fear (1949), una película sobre la polio (que había experimentado personalmente a los 16 años), fue su primer mérito como directora. La película llamó la atención de Howard Hughes, quien estaba buscando proveedores de largometrajes de bajo presupuesto para distribuirlos por su recién adquirida franquicia RKO Pictures. Hughes aceptó financiar y distribuir los próximos tres largometrajes de The Filmakers a través de RKO, dejando a The Filmakers el control total sobre el contenido y la producción de las películas. Tras cuatro filmes «femeninos» acerca de temas sociales – incluyendo Outrage (1950), una película sobre la violación (aunque esta palabra nunca se menciona en la película) – Lupino dirigió su primera película importante, y su primera película de acción protagonizada exclusivamente por hombres, The Hitch-Hiker (1953), y fue la primera mujer en dirigir un film de cine negro. También dirigió un capítulo de la serie La Dimensión Desconocida, titulado «Las máscaras» (1964).[cita requerida]
En 1952, Lupino recibió la invitación para ser la «cuarta estrella» de la productora televisiva Four Star Television, junto a Dick Powell, David Niven y Charles Boyer, tras la marcha de la misma de Joel McCrea y Rosalind Russell.[cita requerida]
Lupino una vez se llamó a sí misma «bulldozer» para asegurar la financiación de su compañía de producción, pero se refirió a sí misma como «madre» mientras estaba en el set. En el set, el respaldo de su silla como directora fue etiquetado como «Madre de todos nosotros». Su estudio enfatizaba su feminidad, a menudo a instancias de la propia Lupino. Ella atribuyó su negativa a renovar su contrato con Warner Bros. bajo pretextos de domesticidad, afirmando que «había decidido que nada me aguardaba más que la vida como estrella neurótica sin familia ni hogar.» Hizo hincapié en no parecer amenazante en un entorno dominado por los hombres, afirmando: «Ahí es donde ser un hombre marca una gran diferencia. Supongo que a los hombres no les importa dejar a sus esposas e hijos. Durante el período de vacaciones, la esposa siempre puede viajar y estar con él. Es difícil para una esposa decirle a su esposo, ven siéntate en el plató y mira».
Aunque la dirección se convirtió en la pasión de Lupino, la búsqueda de dinero la mantuvo delante de la cámara, para poder adquirir los fondos necesarios para realizar sus propias producciones. Se convirtió en una astuta cineasta de bajo presupuesto, reutilizando escenarios de otras producciones de estudio y convenciendo a su médico para que apareciera como médico en la escena del parto de Not Wanted. Utilizó lo que ahora se llama colocación de productos, colocando Coca-Cola, United Airlines, Cadillac y otras marcas en sus películas, como The Bigamist. Era muy consciente de las consideraciones presupuestarias, planificando escenas de preproducción para evitar errores técnicos y repeticiones, y rodando en lugares públicos como MacArthur Park y Chinatown para evitar costos de alquiler. Bromeó diciendo que si había sido la «Bette Davis de los pobres» como actriz, ahora se había convertido en la «Don Siegel de los pobres» como directora.
La productora The Filmakers dejó de operar en 1955, y Lupino volvió casi inmediatamente a la televisión, dirigiendo episodios de más de treinta series de televisión estadounidenses desde 1956 hasta 1968. También dirigió un largometraje en 1965 para la comedia de la colegiala católica The Trouble With Angels, protagonizada por Hayley Mills y Rosalind Russell; esta fue la última película teatral de Lupino como directora. Continuó actuando también, llegando a una exitosa carrera televisiva durante los años 60 y 70.

### Trabajo televisivo
Lupino siguió actuando en las décadas de 1950, 1960 y 1970, y su actividad como directora en esos años se encaminó casi exclusivamente a producciones televisivas, como Alfred Hitchcock Presents, The Twilight Zone, Have Gun Will Travel, The Donna Reed Show, Gilligan's Island, 77 Sunset Strip, The Investigators, The Ghost & Mrs. Muir, The Rifleman, Batman, Sam Benedict, Bonanza, Los Intocables, El fugitivo, Bewitched y Los ángeles de Charlie.[cita requerida]
y Columbo T3 capítulo 6. 
De enero de 1957 a septiembre de 1958, Lupino protagonizó junto a su marido, Howard Duff, la comedia de la CBS Mr. Adams and Eve. También participaron, en 1959, como ellos mismos, en uno de los episodios de Lucy-Desi Comedy Hour.
Hacia el final de su carrera, Lupino participó como artista invitada en numerosos programas televisivos, y su última participación fue en 1978. Se retiró a los sesenta años de edad.[cita requerida]
Tras la desaparición de The Filmakers, Lupino continuó trabajando como actriz hasta finales de la década de 1970, principalmente en televisión. Ida Lupino apareció en 19 episodios de Four Star Playhouse de 1952 a 1956, un esfuerzo que involucra a los socios Charles Boyer, Dick Powell y David Niven. De enero de 1957 a septiembre de 1958, Lupino protagonizó junto a su entonces esposo Howard Duff la comedia Mr. Adams and Eve, en la que el dúo interpretó a estrellas de cine casadas como Howard Adams y Eve Drake, viviendo en Beverly Hills, California. Duff y Lupino también coprotagonizaron, interpretándose a ellos mismos, en 1959 en una de las 13 entregas de una hora de The Lucy-Desi Comedy Hour y un episodio deThe Dinah Shore Chevy Show en 1960.
Hacia el final de su carrera, Lupino participó como artista invitada en numerosos programas televisivos, y entre ellos The Ford Television Theatre (1954), Bonanza (1959) en el capítulo 7 de la primera temporada llamado "Annie O'Toole", Burke’s Law (1963-64), The Virginian (1963-65), Batman (1968), The Mod Squad (1969), Family Affair (1969-70), The Wild, Wild West (1969), Nanny and the Professor (1971), Columbo: Short Fuse (1972), Columbo: Swan Song (1974) en el cual Interpreta a la celosa esposa de Johnny Cash, Barnaby Jones (1974), The Streets of San Francisco, Ellery Queen (1975), Police Woman (1975) y Charlie’s Angels (1977). Su última participación fue en 1978. Se retiró a los sesenta años de edad.[cita requerida]
Lupino tiene dos distinciones con la serie The Twilight Zone, como la única mujer que ha dirigido un episodio («The Masks») y la única persona que ha trabajado como actriz para un episodio («The Sixteen-Millimeter Shrine»), y directora para otro.

### Temas
Las películas de Lupino’s Filmakers tratan temas poco convencionales y controvertidos que los productores de estudio no tocarían, incluyendo embarazos fuera del matrimonio, bigamia y violación. Describió su trabajo independiente como «películas que tenían significado social y sin embargo eran entretenimiento… basadas en historias reales, cosas que el público podía entender porque habían sucedido o tenían valor informativo». Se centró en temas femeninos en muchas de sus películas y le gustaban los personajes fuertes, «[No] mujeres que tengan cualidades masculinas, sino [un papel] que tenga fortaleza intestinal, agallas».
En la película The Bigamist, los dos personajes femeninos representan a la mujer trabajadora y a la ama de casa. El protagonista está casado con una mujer (Joan Fontaine) que, sin poder tener hijos, ha dedicado su energía a su carrera. En uno de los muchos viajes de negocios, conoce a una camarera (Lupino) con la que tiene un hijo, y luego se casa con ella. Marsha Orgeron, en su libro Hollywood Ambitions, describe a estos personajes como «luchando para encontrar su lugar en entornos que reflejen las limitaciones sociales a las que se enfrentó Lupino». Sin embargo, Donati, en su biografía de Lupino, dijo: «Las soluciones a los problemas del personaje dentro de las películas eran a menudo convencionales, incluso conservadoras, reforzando más la ideología de los años 50 que debilitándola».
Antes de su tiempo dentro del sistema de estudios, Lupino estaba decidida a crear películas arraigadas en la realidad. En Never Fear, Lupino dijo: «La gente está cansada de tener la lona puesta sobre sus ojos. Pagan mucho dinero por sus entradas para el teatro y quieren algo a cambio. Quieren realismo. Y no se puede ser realista con las mismas glamourous mugs o el tiempo».
El director Martin Scorsese señaló: «Como estrella, Lupino no tenía gusto por el glamour, y lo mismo pasaba como directora. Las historias que contó en Outrage, Never Fear, Hard, Fast and Beautiful, The Bigamist y The Hitch-Hiker eran íntimas, siempre enmarcadas en un entorno social preciso: quería hacer fotos con gente pobre y desconcertada porque eso somos. Sus heroínas eran mujeres jóvenes cuya seguridad de clase media estaba destrozada por el trauma: embarazos no deseados, polio, violación, bigamia, abuso de los padres. Hay una sensación de dolor, pánico y crueldad que pinta cada película».
Las películas de Lupino critican muchas instituciones sociales tradicionales, lo que refleja su desprecio por la estructura patriarcal que existía en Hollywood. Lupino rechazó la mercantilización de las estrellas femeninas y, como actriz, se resistió a convertirse en objeto de deseo. En 1949, dijo que «las carreras de Hollywood son mercancías perecederas», y trató de evitar ese destino para ella misma.

### Galardones y reconocimientos
- Lupino tiene dos estrellas en el Paseo de la Fama de Hollywood por su contribución a la televisión y al cine, localizadas en el 1724 de Vine Street y en el 6821 de Hollywood Boulevard.[cita requerida]
- New York Film Critics Circle Award - Mejor Actriz, The Hard Way, 1943.
- Inaugural Saturn Award - Mejor Actriz de Reparto, The Devil’s Rain, 1975[36]
- Una placa azul conmemorativa está dedicada a Lupino y a su padre Stanley Lupino por The Music Hall Guild of Great Britain and America y el Theatre and Film Guild of Great Britain and America en la casa donde nació en Herne Hill, Londres, el 16 de febrero de 2016.[37]
- La compositora Carla Bley rindió homenaje a Lupino con su composición de jazz «Ida Lupino» en 1964.[38]
- Hitch-Hiker y Outrage fueron incluidos en el National Film Registry en 1998 y 2020, respectivamente.[39]

## Vida personal

### Matrimonios

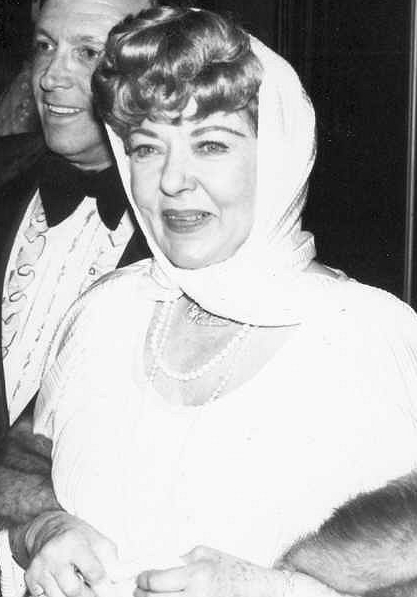
Lupino, en 1979.

Se casó y se divorció tres veces. Sus maridos fueron:
- Louis Hayward, actor (noviembre de 1938-11 de mayo de 1945).
- Collier Young, productor televisivo (1948-1951). Cuando Lupino solicitó el divorcio en septiembre de ese año, ya estaba embarazada de una aventura con su futuro esposo Howard Duff.[40]
- Howard Duff, actor, octubre de 1951 a 1984. Con él tuvo una hija, Bridget Duff, nacida el 23 de abril de 1952. La niña nació siete meses después de que ella solicitó el divorcio con Young.[40]

Ella solicitó a una corte de California en 1984 que nombrara a su gerente de negocios, Mary Ann Anderson, como su conservadora debido a transacciones comerciales de baja calidad de su anterior compañía de gestión de negocios, y su larga separación de Howard Duff.

### Ideología y religión
Se convirtió en ciudadana estadounidense en junio de 1948 y fue una demócrata acérrima que apoyó la presidencia de John F. Kennedy. Era católica.

### Salud
A Lupino le diagnosticaron polio en 1934. El New York Times informó que el brote de polio en la comunidad de Hollywood se debió a piscinas contaminadas. La enfermedad afectó gravemente su capacidad para trabajar, y su contrato con Paramount se vino abajo poco después de su diagnóstico. Se recuperó y finalmente dirigió, produjo y escribió muchas películas, incluyendo una película basada en sus problemas con la polio titulada Never Fear en 1949, la primera película que se le atribuyó como directora (aunque antes había intervenido para un director enfermo en Not Wanted y rechazando llevarse el crédito como directora por respeto a su compañero). Su experiencia con la enfermedad le dio el valor de centrarse en sus capacidades intelectuales más que en su apariencia física. En una entrevista con Hollywood, ella dijo: «Me di cuenta de que mi vida, mi valor y mis esperanzas no estaban en mi cuerpo. Si ese cuerpo estuviera paralizado, mi cerebro aún podría trabajar laboriosamente… Si no pudiera actuar, podría escribir. Incluso si no pudiera usar un lápiz o una máquina de escribir, podría dictar». Las revistas cinematográficas de las décadas de 1930 y 1940, como The Hollywood Reporter y Motion Picture Daily, publicaron con frecuencia actualizaciones sobre su estado de salud. Lupino trabajó para varias organizaciones sin ánimo de lucro para recaudar fondos para la investigación de la polio.
Los intereses de Lupino fuera de la industria del entretenimiento incluían escribir cuentos y libros infantiles, y componer música. Su composición «Aladdin’s Suite» fue interpretada por la Orquesta Filarmónica de Los Ángeles en 1937. La compuso mientras se recuperaba de la polio en 1935.

## Muerte
Lupino falleció en agosto de 1995 a causa de un ictus mientras era tratada de un cáncer de colon. Tenía 77 años de edad. Fue enterrada en el Cementerio Forest Lawn Memorial Park, de Glendale, California. Sus memorias, Ida Lupino: Beyond the Camera, fueron editadas después de su muerte y publicadas por Mary Ann Anderson.

## Influencia y legado
Lupino aprendió cine de todos los que vio en el set, incluyendo a William Ziegler, el cámara de Not Wanted. En la preproducción de Never Fear, habló con Michael Gordon sobre técnica de dirección, organización y trama. El director de fotografía Archie Stout dijo de la Srta. Lupino: «Ida tiene más conocimientos de ángulos de cámara y lentes que cualquier director con el que he trabajado, con la excepción de Victor Fleming. Ella sabe cómo se ve a una mujer en la pantalla y cómo debería ser iluminada, probablemente mejor que yo.» Lupino también trabajó con el editor Stanford Tischler, quien dijo de ella: «No era la clase de directora que filmaría algo, y luego esperaría que se corrigieran los defectos de la sala de corte. La actuación siempre estuvo ahí, a su favor».
La autora Ally Acker compara a Lupino con la pionera directora de cine mudo Lois Weber por su enfoque en temas controvertidos y socialmente relevantes. Con sus finales ambiguos, las películas de Lupino nunca ofrecieron soluciones sencillas para sus atribulados personajes, y Acker encuentra paralelos a su estilo narrativo en la obra de los modernos directores europeos de New Wave, como Margarethe von Trotta.
El crítico de cine Ronnie Scheib, quien publicó tres películas de Lupino en Kino, compara los temas y el estilo director de Lupino con los directores Nicholas Ray, Sam Fuller y Robert Aldrich, diciendo: «Lupino pertenece en gran medida a esa generación de cineastas modernistas». Sobre si Lupino debe considerarse una cineasta feminista, Scheib afirma: «No creo que a Lupino le preocupara mostrar a personas fuertes, hombres o mujeres. A menudo decía que le interesaban las personas perdidas y desconcertadas, y creo que se refería al trauma de la posguerra de las personas que no podían volver a casa».
Martin Scorsese llama «esencial» el trabajo cinematográfico temático de Lupino, señalando que «Lo que está en juego en las películas de Lupino es la psique de la víctima. [Sus películas] se dirigieron al alma herida y trazaron el lento y doloroso proceso de las mujeres que tratan de luchar con la desesperación y recuperar sus vidas. Su trabajo es resistente, con una notable empatía por lo frágil y lo roto del corazón».
El autor Richard Koszarski destacó la elección de Lupino de jugar con roles de género con respecto a los estereotipos cinematográficos de las mujeres durante la era del estudio: «Sus películas muestran las obsesiones y consistencias de un verdadero autor… En sus películas The Bigamist y The Hitch-Hiker, Lupino fue capaz de reducir al hombre al mismo tipo de fuerza peligrosa e irracional que las mujeres representaban en la mayoría de los ejemplos de cine negro dirigido por hombres de Hollywood».
Lupino no se consideraba feminista, diciendo: «Tenía que hacer algo para llenar mi tiempo entre contratos. Mantener un enfoque femenino es vital - los hombres odian a las mujeres mandonas… A menudo, fingía con una cámara saber menos de lo que yo sabía. De esa manera conseguí más cooperación». Carrie Rickey, escritora de Village Voice, sostiene a Lupino como un modelo de cine feminista moderno: «Lupino no solo tomó el control de la producción, la dirección y el guion, sino que [también] cada una de sus películas aborda las repercusiones brutales de la sexualidad, la independencia y la dependencia». En 1972, Lupino dijo que deseaba que más mujeres fueran contratadas como directoras y productoras en Hollywood, señalando que solo las actrices o escritoras muy poderosas tenían la oportunidad de trabajar en este campo. Dirigió o coprotagonizó varias veces con jóvenes actrices británicas en un viaje similar de desarrollo de sus carreras cinematográficas estadounidenses, como Hayley Mills y Pamela Franklin. La actriz Bea Arthur, conocida por su trabajo en Maude y The Golden Girls, fue motivada a escapar de su asfixiante ciudad natal siguiendo los pasos de Lupino y convirtiéndose en actriz, diciendo: «Mi sueño era convertirme en una pequeña estrella de cine rubia como Ida Lupino y esas otras mujeres que vi en la pantalla durante la Gran Depresión».

## Filmografía

### Como actriz
| Cortos - La Fiesta de Santa Barbara (1935) - Screen Snapshots Series 18, No. 6 (1939) Largometrajes - The Love Race (1931) - I Lived with You (1933) - High Finance (1933) - Her First Affaire (1933) - The Ghost Camera (1933) - Money for Speed (1933) - Prince of Arcadia (1933) - Search for Beauty (1934) - Come on Marines (1934) - Ready for Love (1934) - Paris in Spring (1935) - Smart Girl (1935) - Sueño de amor eterno (Peter Ibbetson) (1935), dir. Henry Hathaway - Todo vale (Anything Goes) (1936), dir. Lewis Milestone - Una tarde de lluvia (One Rainy Afternoon) (1936) - Yours for the Asking (1936) - The Gay Desperado (El alegre bandolero) (1936), dir. Rouben Mamoulian - Los gavilanes del estrecho (Sea Devils) (1937) - Let's Get Married (1937) - Artists and Models (1937), dir. Raoul Walsh - Fight for Your Lady (1937) - The Lone Wolf Spy Hunt (1939) - The Lady and the Mob (1939) - The Adventures of Sherlock Holmes (1939) - En tinieblas (The Light that Failed) (1939), dir. William Wellman - La pasión ciega (They Drive by Night) (1940), dir. Raoul Walsh - El último refugio (High Sierra) (1941), dir. Raoul Walsh - El lobo de mar (The Sea Wolf) (1941), dir. Michael Curtiz - Out of the Fog (1941), dir. Anatole Litvak | - El misterio de Fiske Manor (Ladies in Retirement) (1941), dir. Charles Vidor - Moontide (1942) - Life Begins at Eight-Thirty (1942) - Siempre y un día (Forever and a Day) (1943), dir. Edmund Goulding - Camino de espinas (The Hard Way) (1943), dir. Vincent Sherman - Thank Your Lucky Stars (1943), dir. David Butler - In Our Time (1944), dir. Vincent Sherman - Hollywood Canteen (1944) - Pillow to Post (1945), dir. Vincent Sherman - Devotion (Predilección) (1946), dir. Curtis Bernhardt - The Man I Love (El hombre que yo amo) (1947), dir. Raoul Walsh - Deep Valley (1947) - Escape Me Never (1947) - Road House (El parador del camino) (1948), dir. Jean Negulesco - Lust for Gold (1949) - Woman in Hiding (1950) - Outrage (1950) - Hard, Fast and Beautiful (1951), dir. Nicholas Ray - On the Loose (1951) (narradora) - La casa en la sombra (1951), dir. Nicholas Ray - Beware, My Lovely (1952) - Jennifer (1953), dir. Joel Newton - El bígamo (1953) - Private Hell 36 (1954), dir. Don Siegel - Women's Prison (1955) - El gran cuchillo (The Big Knife) (1955), dir. Robert Aldrich - Mientras Nueva York duerme (1956), dir. Fritz Lang - Strange Intruder (1956) - Deadhead Miles (1972) - El rey del rodeo (Junior Bonner)(1972), dir. Sam Peckinpah - The Devil's Rain (La lluvia del diablo) (1975) - The Food of the Gods (El alimento de los dioses) (1976) - My Boys Are Good Boys (1978) |

### Como directora
- Not Wanted (1949) (sin créditos)
- Never Fear (1949)
- Outrage (1950)
- Hard, Fast and Beautiful (1951)
- On Dangerous Ground (1952) (sin créditos)
- The Hitch-Hiker (1953)
- El bígamo (1953)
- Private Hell 36 (1954)
- The Trouble with Angels (1966)

## Series
- We've a Lost train temporada 3 (1964), capítulo 30 (El Virginiano), como Mamá Dolores.
- Charlie's Angels temporada 1, como la actriz Gloria Gibson.
- Colombo temporada 1 (1972), capítulo 6, como Doris Buckner.